# September Rain
September Rain (مطر ايلول) è un film del 2010 diretto da Abdullatif Abdulhamid.

## Trama
Il film narra di un padre vedovo e della sua famiglia, composta da una tribù di sei fratelli maschi.
Uno di loro corre per le strade di Damasco solo per uno cambio di sguardi con la sua amata, un altro le lava l'auto ogni mattina, gli altri quattro amano in modo speculare quattro sorelle. Anche il padre è innamorato della cameriera di casa.
La poesia e la musica di cui si nutrono tutti in famiglia è funestata da una minacciosa classe di burocrati che ricordano che la violenza è sempre dietro l'angolo. Il film è un ritratto spiritoso e affettuoso ma anche molto inquietante della capitale siriana.